# Waltraud Riegler
Waltraud Riegler (* 3. Oktober 1959 in Oberpullendorf) war ab 1993 Mitarbeiterin und von 1997 bis 2005 Geschäftsführerin der Evangelischen Akademie Wien (EAW). In den 1980er und 1990er Jahren war sie eine bedeutende Aktivistin der LSBT-Bewegung in Österreich.

## Leben und Werk
Waltraud Riegler arbeitete mehr als ein Jahrzehnt in der EAW, teilweise mit Ulrich Trinks und Johannes Dantine. Als Geschäftsführerin setzte sie den undogmatischen und offenen Kurs der EAW fort.
Seit Beginn der 1980er Jahre engagierte sie sich in der LGBT-Bewegung Österreichs, vorrangig in der Lesbengruppe der HOSI Wien. Sie war langjährige Delegierte im HOSI-Wien-Vorstand, schließlich auch „Lesbensekretärin“ und fungierte als Herausgeberin des 2., 6., 9. und 12. (und letzten) Österreichischen Lesbenrundbriefs. 1988 verursachte sie den sogenannten GEWISTA-Skandal, der erheblichen Staub in der Presselandschaft aufwirbelte. Riegler wollte bei der städtischen Werbeflächenfirma gegen Bezahlung Spruchtafeln in den Wiener Straßenbahnen anmieten – mit dem Text: „Lesben sind immer und überall“. Die GEWISTA verweigerte den Auftrag unter Hinweis auf das Werbeverbot für gleichgeschlechtliche Unzucht und für Unzucht mit Tieren (§ 220 StGB).
Riegler arbeitete an drei Österreichischen Lesbentreffen mit und war beim ersten Österreichischen Lesben- und Schwulenforum 1993 in Linz aktiv. 1990 initiierte sie das erste Lesbenfussballmatch Österreichs und wurde zur Stellvertretenden Obfrau der HOSI Wien gewählt. Obmann war damals noch der HOSI-Gründer Reinhardt Brandstätter. Im Folgejahr setzte sie gemeinsam mit der HOSI-Wien-Lesbengruppe die paritätische Besetzung aller Vorstandsfunktionen – mit jeweils einem Mann und einer Frau, gleichberechtigt nebeneinander – durch und wurde zur ersten Obfrau der HOSI Wien gewählt. Diese Funktion hatte sie zehn Jahre lang inne. Sie veranlasste die Großrenovierung des HOSI-Zentrums, lud zahlreiche Gastvortragende ein und initiierte Politikerbesuche – u. a. bei Johanna Dohnal (1990), Franz Vranitzky (1992) und Caspar Einem (1998).
1995 wurde sie zur Stellvertretenden Vorsitzenden des Österreichischen Lesben- und Schwulenforums gewählt. Im selben Jahr war sie – neben Gudrun Hauer, Kurt Krickler, Christian Michelides und Elisabeth Piesch – eine der Hauptanklägerinnen beim Internationalen Menschenrechts-Tribunal. Am 10. Oktober 1995 sprach Riegler vor dem Parlamentarischen Unterschuss zur Abschaffung der Paragrafen 209, 220 und 221 StGB, während vor dem Parlament eine von ihr mitorganisierte Menschenkette für Menschenrechte abgehalten wurde. Ab 1996 war sie alljährlich mit der HOSI Wien bei der Regenbogenparade präsent.
Die Vernetzung – auf nationaler Ebene mit anderen diskriminierten und marginalisierten Gruppen, auf internationaler Ebene mit anderen LGBT-Aktivisten – war Riegler ein besonderes Anliegen. 1993 übernahm sie eine Vorstandsfunktion in der Initiative Minderheitenjahr, die im Folgejahr als Initiative Minderheiten institutionalisiert wurde. 1989 leistete sie wesentliche organisatorische Beiträge für die ILGA-Weltkonferenz in Wien, 1993 für die ILGA-Osteuropakonferenz und 1999 für das ILGA-Europaseminar. Von 1987 bis 1998 war sie durchgehend auf ILGA-Konferenzen in ganz Europa präsent und vertrat dort ihren Verein.

## Auszeichnung
- 2009: Bundes-Ehrenzeichen für hervorragende Leistungen in den Bereichen Toleranz und Menschenrechte[1]

## Nachweise
1. ↑  Bundes-Ehrenzeichen für Waltraud Riegler, Homosexuelle Initiative, 16. November 2009

| Personendaten    | Personendaten                                            |
| ---------------- | -------------------------------------------------------- |
| NAME             | Riegler, Waltraud                                        |
| KURZBESCHREIBUNG | österreichische Erwachsenenbildnerin und LGBT-Aktivistin |
| GEBURTSDATUM     | 3. Oktober 1959                                          |
| GEBURTSORT       | Oberpullendorf                                           |